# 暹羅白天牛
暹羅白天牛（学名：Olenecamptus siamensis）为天牛科白天牛屬下的一个种。种加名 siamensis 意为“暹罗的”。